# Pont de la Fàbrega
El Pont de la Fàbrega o Pont Nou de la Fàbrega és un pont a cavall dels termes municipals de Castellterçol i de Moià, a la comarca del Moianès.
Està situat al nord del terme de Castellterçol i al sud del de Moià; a través d'aquest pont la carretera C-59 passa per damunt del torrent de la Fàbrega. És al costat de ponent del Molí de la Fàbrega.
Es conserva el pont antic del 1867, substituït el 2007 per aquest pont nou, situat al costat de llevant del vell, que queda ensotalat respecte de l'altre. El pont vell serveix actualment de servitud del nou per a diversos enllaços. El nou té la particularitat de ser lleugerament còncau pel costat de llevant.